# Spartiniphaga penita
Spartiniphaga penita là một loài bướm đêm trong họ Noctuidae.